# ریموند آئوسلوس
ریموند آئوسلوس (انگلیسی: Raymond Ausloos; ۳ فوریهٔ ۱۹۳۰ – ۱ دسامبر ۲۰۱۲) بازیکن فوتبال اهل بلژیک بود.